# Renealmia cernua
Renealmia cernua ist eine Pflanzenart in der Familie der Ingwergewächse (Zingiberaceae). Sie dient auf Grund ihrer Haltbarkeit als Schnittblume.

## Beschreibung

### Vegetative Merkmale
Renealmia cernua ist eine ausdauernde krautige Pflanze, die meist Wuchshöhen von 1 Meter erreicht, aber auch bis zu 2 Meter hoch werden kann. Als Überdauerungsorgane bilden sie Rhizome. Die ganze Sprossachse ist belaubt.
Die wechselständigen Laubblätter sind ungestielt. Die  kahle, einfache Blattspreite sind bei einer Länge von etwa 30 Zentimetern sowie einer Breite von bis zu 6 Zentimetern lanzettlich oder linear-lanzettlich, an der Basis spitz bis zugespitzt und besitzt eine deutliche Mittelrippe. 

### Generative Merkmale
Der endständige, zunächst aufrechte, später nickende, ährige Blütenstand ist bei einer Länge von 5 bis 10 Zentimetern eiförmig oder ellipsoid. Die ledrigen, orangefarbenen, parallelnervigen, lanzettlichen Tragblätter überlappen sich dicht dachziegelartig. Die Blüten stehen einzeln in den Tragblättern.
Die duftenden Blüten sind dreizählig und zygomorph. Die drei Kelchblätter sind röhrig verwachsen und 1,5 Zentimeter lang. Die Kronröhre ist kürzer als der Kelch. Die drei gelben, ledrigen Kronblätter sind röhrig verwachsen und enden in eiförmigen Kronlappen, die etwa am Kelchrand enden. Das Labellum ist etwa 1 Zentimeter lang und linear-eiförmig.
In der elliptischen Kapselfrucht befinden sich zehn bis zwölf Samen.

## Ökologie
Die Ausbreitung der Diasporen erfolgt durch Vögel.

## Vorkommen
Renealmia cernua kommt im Gebiet zwischen Guatemala bis Panama und Peru vor und ist vor allem aus Costa Rica und Panama bekannt. Sie ist im tropischen Regenwald vor allem an der Küste und in küstennahen Gebieten zu finden, meist im Flachland, aber auch in Höhenlagen bis zu 1300 Metern.

## Taxonomie
Die Erstveröffentlichung unter dem Namen (Basionym) Costus cernuus erfolgte durch Olof Peter Swartz in Johann Jacob Römer und Joseph August Schultes. Die Neukombination zu Renealmia cernua (Sw. ex Roem. & Schult.) J.F.Macbr. wurde durch James Francis Macbride veröffentlicht. Weitere Synonyme für Renealmia cernua (Sw. ex Roem. & Schult.) J.F.Macbr. sind: Calathea strobilifera (Miq.) Körn., Maranta strobilifera Miq., Phrynium strobiliferum (Miq.) K.Koch.